# Nagroda Zee Cine za najlepszą rolę negatywną
Nagroda Zee Cine za najlepszą rolę negatywną (ang. Zee Cine Award for Best Performance in a Negative Role) – ceniona w Indiach nagroda filmowa wybierana przez jury, jej zwycięzcy co roku są ogłaszani podczas ceremonii.

## Lista laureatów
| Rok                                         | Aktor lub Aktorka   | Film                          |
| ------------------------------------------- | ------------------- | ----------------------------- |
| 1998                                        | Kajol               | Gupt: The Hidden Truth        |
| 1999                                        | Ashutosh Rana       | Dushman                       |
| 2000                                        | Ashutosh Rana       | Sangharsh                     |
| 2001                                        | Sushant Singh       | Jungle                        |
| 2002                                        | Manoj Bajpai        | The Reflection                |
| 2003                                        | Ajay Devgan         | Deewangee                     |
| 2004                                        | Rahul Dev           | Footpath                      |
| 2005                                        | John Abraham        | Dhoom                         |
| 2006                                        | Saif Ali Khan       | Omkara                        |
| 2007                                        | Arjun Rampal        | Om Shanti Om                  |
| 2008–2010: konkurs odwołany                 |                     |                               |
| 2011                                        | Ronit Roy           | Udaan                         |
| 2012                                        | Prakash Raj         | Singham                       |
| 2013                                        | Rishi Kapoor        | Agneepath                     |
| 2014                                        | Supriya Pathak      | Goliyon Ki Rasleela Ram-Leela |
| 2015: konkurs odwołany                      |                     |                               |
| 2016                                        | Nawazuddin Siddiqui | Badlapur                      |
| 2017                                        | Jim Sarbh           | Neerja                        |
| 2018                                        | Raj Arjun           | Secret Superstar              |
| 2019                                        | Tabu                | Andhadhun                     |
| 2020: nie przyznano nagrody w tej kategorii |                     |                               |